# Historia de Alvarado/Caso de las despensas de 2007
A casi tres años de gestión como el primer alcalde no priista de esta localidad, Pedro José Delfín Almeida, es involucrado en un caso de negligencia al haber enterrado despensas de ayuda y no haberlas otorgado a sus beneficiarios en 2005, durante el primer año de su administración.

## Sucesos
A través de una denuncia ciudadana anónima, la Subsecretaría de Protección Civil inició la búsqueda y localización de ciertas despensas por parte del Gobierno del Estado de Veracruz; dichas despensas son otorgadas por medio del Sistema Estatal para el Desarrollo Integral de la Familia (DIF) al H. Ayuntamiento de Alvarado, siendo este último, el encargado de repartirlas a la población que, por diversas causas, la necesitase.
El contenido de las despensas era, entre otros, frijoles, arroz, aceite, sal, azúcar, café, leche, galletas, harina y productos enlatados.
El 12 de febrero de 2007, después de realizar excavaciones y a dos metros de profundidad, fueron encontrados restos de alimentos en descomposición y productos enlatados en un terreno de la localidad de Buenavista.
El Alcalde confirmaría posteriormente que el 9 de noviembre de 2005 se acordó desechar 37 despensas —algunos medios hablaban de miles— puesto que éstas representaban un riesgo para la salud de los beneficiaros, pues se encontraban en descomposición, algunas por humedad y otras por roedores. Manifestando, además, que dichas despensas formaban parte del paquete mensual que el DIF del Estado envía al Ayuntamiento, y no ayuda para algún tipo de siniestro.

## Polémica
La polémica se susitó cuando los medios —hablando de miles— incitaron tanto a la gente, que hubo manifestaciones en contra del Alcalde; inclusive, diputados locales del PRI y del PRD solicitaron la integración de una comisión investigadora de los hechos con el fin de desaforar al alcalde.